# Безуот
Безуот (фр. Bézouotte) насеље је и општина у источном делу централне Француске у региону Бургоња, у департману Златна обала која припада префектури Дижон.
По подацима из 2011. године у општини је живело 204 становника, а густина насељености је износила 185,45 становника/km². Општина се простире на површини од 1,1 km². Налази се на средњој надморској висини од 219 метара (максималној 226 m, а минималној 193 m).

## Демографија
| 1962. | 1968. | 1975. | 1982. | 1990. | 1999. | 2011. |
| ----- | ----- | ----- | ----- | ----- | ----- | ----- |
| 183   | 194   | 145   | 222   | 216   | 214   | 204   |

График промене броја становника у току последњих година